# Reuben Ross
Reuben Ross (Regina, 5 dicembre 1985) è un tuffatore canadese. Ha rappresentato il Canada ai Giochi olimpici di Pechino 2008 e Londra 2012. Ha vinto una medaglia di bronzo, in coppia con Alexandre Despatie, ai Roma 2009 nel trampolino 3 metri sincro.

## Biografia
Nato a Regina, capoluogo dello Saskatchewan, provincia occidentale del Canada, a iniziato la propria carriera agonistica nei tuffi.
Ai Giochi olimpici di Pechino 2008 ha gareggiato nei tuffi dalla piattaforma 10 metri e nel trampolino 3 metri. In entrambi i concorsi è stato eliminato in semifinale: nella piattaforma ha concluso la gara al diciassettesimo posto alle spalle del connazionale Riley McCormick, nel trampolino ha terminato la gara al diciottesimo posto dietro al russo Aleksandr Michajlovič Dobroskok.
L'anno seguente si è qualificato ai Campionati mondiali di nuoto di Roma 2009 nel trampolino tre metri sincro ed individuale e nella piattaforma 10 metri sincro. Al fianco di Alexandre Despatie, ha vinto la medaglia di bronzo trampolino 3 metri sincro. Nel concorso individuale ha concluso la gara all'undicesimo posto, alle spalle del tedesco Patrick Hausding. Dalla piattaforma, con il compagno Riley McCormick ha invece ottenuto il settimo piazzamento.
Ai Campionati mondiali di nuoto di Shanghai 2011 ha ottenuto il sesto posto nel concorso dal trampolino 1 metro ed il ventiduesimo posto nei tuffi dal Tuffi ai Campionati mondiali di nuoto 2011 - Trampolino 3 metri maschile.

## Palmarès
- Mondiali di nuoto

Roma 2009: bronzo nel sincro 3 m.
- Giochi del Commonwealth

Delhi 2010: oro nel sincro 3 m e argento nel trampolino 3 m.